# قناة ديزني ( بريطانيا وأيرلندا)
قناة ديزني هي قناة تلفزيونية بريطانية وأيرلندية مدفوعة للأطفال تملكها وتديرها شركة والت ديزني في المملكة المتحدة .
تم بث القناة من 1 أكتوبر 1995 إلى 1 أكتوبر 2020. كانت القناة متأخرة بساعة واحدة تسمى Disney Channel +1 متاحة على سكاي وفيرجن ميديا. و في وقت الإغلاق، كان للقناة قناتان شقيقتان، Disney Junior و Disney XD .

## تاريخ القناة

### قبل الإطلاق
في عام 1989، كانت قناة ديزني في المملكة المتحدة هي أول قناة ديزني دولية خارج أمريكا يتم إطلاقها بمساعدة تلفزيون سكاي، ومع ذلك، فإن الشراكة والمشروع المشترك المقترح بين شركة والت ديزني وتلفزيون سكاي دخلا في دعوى قضائية بعد أن جرت المناقشة بشأن المشروع المشترك في نوفمبر 1988، لكن شركة والت ديزني شعرت أنها لم تعد على قدم المساواة. كان من المفترض أن تطلق شركة والت ديزني قناتين جديدتين في المملكة المتحدة، ولكن عندما انهارت المحادثات، رفعت سكاي دعوى قضائية ضد شركة والت ديزني، مطالبة بتعويضات قدرها 1.5 مليار جنيه استرليني. ادعت شركة والت ديزني أنها تريد الحصول على مزيد من التأثير على عملية صنع القرار في الشراكة وتغيير شروط الشراكة وكانت شركة والت مترددة في إعطائها للتمويل.
تمت تسوية الدعوى لاحقًا، وبعد ذلك باعت شركة والت ديزني حصتها في الشراكة إلى تلفزيون سكاي، وواصلت سكاي الوصول إلى مكتبة أفلام والت ديزني بيكتشرز لمدة 5 سنوات. ومع ذلك، مع انتهاء السنوات الخمس، واصلت شركة والت ديزني إطلاق قناة ديزني في المملكة المتحدة دون أي مصلحة مع سكاي، ولكنها شكلت الصفقة الرئيسية مع سكاي، حيث بثت قناة ديزني مجانًا لمشتركي الكابلات والأقمار الصناعية إذا لقد اشتركوا في باقة أفلام Sky.

### ما بعد الإطلاق
في 7 ديسمبر 1994، أعلنت شركة والت ديزني أنها توصلت إلى اتفاق مع هيئة إذاعة سكاي البريطانية لإطلاق قناة ديزني في المملكة المتحدة كخدمة اشتراك في أوخر عام 1995. أُعلن أيضًا أن القناة ستكون متاحة على سكاي، وعلى الكابل في باقة Sky Movies. سيكون شعار قناة ديزني في المملكة المتحدة هو العلامة التجارية الأولى التي تحمل مثل هذا الاسم. في يناير 1994، أعلنت شركة والت ديزني أيضًا عن مشروعها المشترك مع CLT Multi Media لإطلاق سوبر أر تي إل في ألمانيا.، وتم إطلاق القناة الألمانية في أبريل 1995، وتم بثها في جميع أنحاء ألمانيا وأجزاء من النمسا ولوكسمبورغ.
في 25 أغسطس 1995، تم الإعلان عن إطلاق قناة ديزني في المملكة المتحدة وأيرلندا في 1 أكتوبر 1995، وتبث يوميًا من الساعة 6 صباحًا حتى 10 مساءً على القناة 26، على القمر الصناعي Astra 1B. خدمة. أُعلن أيضًا أن القناة ستكون بنظام الاشتراك فقط ولن تحمل إعلانات.حيث ستقدم المحتوى الترفيهي العائلي، حيث تهدف جميع البرامج إلى أن تكون مناسبة لجميع أفراد الأسرة. يشتمل جدول البرامج على الأعمال الدرامية والكوميدية والرسوم المتحركة والأفلام الوثائقية والأفلام الروائية من أرشيفات ديزني، بما في ذلك الأفلام التلفزيونية الأولى لفيلم كتاب الأدغال. في الوقت نفسه، ستتم المعاملة مع خدمات الوسائط بواسطة شركة BBJ Media Services Ltd. تم إطلاق قناة ديزني أخيرًا في المملكة المتحدة على قناة سكاي في 1 أكتوبر 1995، لتصبح ثاني قناة ديزني التي يتم بثها عليها خارج الولايات المتحدة،  بجوار النسخة التايوانية، والتي بدأت في 29 مارس 1995. كان أول عروضها لها هو عرض فيلم كتاب الأدغال .
كانت استوديوهات القناة في المملكة المتحدة هي مرافق بث استوديوهات تدينغتون (حيث كان مقر شركة Thames Television صاحبة امتياز أي تي في البائدة، والتي أنهت بثها في عام 1992، وفقدت امتيازاتها لصالح كارلتون )، في عامها الأول من البث. ثم، في أواخر عام 1996، تم نقل مقر بثها إلى شارع ستيفن. في عام 1994، أي قبل عام من إطلاق قناة ديزني في المملكة المتحدة،. في السنوات الأولى، قدمت أيضًا خدمات بث وتشغيل قناة ديزني.
في غضون أسبوعين من إطلاق القناة، أجرت قناة ديزني محادثات مع لجنة التلفزيون المستقلة، الآن أوفكوم حول كيفية الترويج لمنتجات ديزني ومعالمها وخدماتها على القناة. قالت القناة إنها لم تكن تحمل إعلانات في ذلك الوقت،. ومع ذلك، كما اتفقت ديزني ومركز التجارة الدولية، تمت الإشارة إلى الفواصل من خلال ظهورها على الشاشة.
في يوليو 1997، كشف مركز التجارة الدولية أن أساليب التسويق لقناة ديزني كانت غير مناسبة لأنه تم توفير القناة "مجانًا" لعملاء الكابل الذين كانوا يدفعون بالفعل مقابل ما لا يقل عن قناتين من قنوات الأفلام المتميزة، بما في. أن تكون قادرة على توفير القناة للمشتركين كقناة مستقلة وكقناة ترويجية إضافية لمشتركي القنوات المميزة. في سبتمبر 1997، قررت قناة ديزني إجراء المزيد من روابط الاستمرارية بين البرامج.
بعد تحقيق مركز التجارة الدولية، أصبحت قناة ديزني متاحة على سكاي ومشغلي الكابلات كقناة مميزة منفصلة في 2 مارس 1998. للترويج لإتاحة القناة الجديدة لمشغلي الكابلات، عرضت قناة ديزني ثلاثة أيام من البرامج غير المشفرة في الفترة من 21 إلى 23 مارس 1998 كجزء من حملتها "Big Free For All". في 6 ديسمبر 1998، أعلنت قناة ديزني في المملكة المتحدة أنها عينت بول روبنسون، المدير الإداري السابق لـ Talk Radio، مديرًا إداريًا جديدًا ونائبًا للرئيس. وكان مسؤولاً عن العمليات اليومية للقناة، .
في 15 فبراير 1999، قدمت قناة ديزني عرضًا مسائيًا للأفلام يبث أفلامًا عائلية مختلفة كل ليلة في الساعة 7 مساءً. أول فيلم تم بثه في فتحة الفيلم الجديدة كان السيف العجيب . للترويج للفتحة، استأجرت قناة ديزني شركة Creative Forager لإنشاء موقع بناء معين في طريق كرومويل بلندن، ويضم مجموعة صالة تتضمن أريكة مع وسائد على شكل رأس ميكي ماوس، ومصباحًا، وتلفزيونًا. في الساعة السابعة مساءً كل ليلة من ليالي الأسبوع، تجلس عائلة حقيقية معًا على الأريكة لمشاهدة الفيلم. في 1 سبتمبر 1999، أعيد إطلاق قناة ديزني وطرحت هيكل جدول يومي يتضمن منطقة ما قبل المدرسة (المعروفة أيضًا باسم ديزني جونيور ) من الساعة 9 صباحًا حتى 2 ظهرًا، ومنطقة الأطفال من 2 ظهرًا إلى 7 مساءً، التي تحمل العلامة التجارية بلاي هاوس ديزني في المملكة المتحدة هي الأولى من نوعها يتم إطلاقها خارج الولايات المتحدة.
ستشمل تشكيلة منطقة ما قبل المدرسة بين الساعة 9 صباحًا حتى 2 ظهرًا ويني ذا بوه، وسلسلة الطبخ Bite Size، التي أنتجها تلفزيون والت ديزني الدولي في المملكة المتحدة. تتكون تشكيلة منطقة الأطفال من نسخة رسوم متحركة مقتبسة من المسرحية الهزلية التليفزيونية لعام 1996 سابرينا الساحرة المراهقة، والذي كان بعنوان سابرينا: سلسلة الرسوم المتحركة. واصلت Buena Vista Productions تقديم المزيد من العروض على القناة، مثل Microsoap و Crash Zone، والتي تم إنتاجها أيضًا بواسطة BBC ومؤسسة تلفزيون الأطفال الأسترالية (والتي كانت شبكة سفن ) على التوالي.
في عام 2000، أصبحت كورنثيان جزءًا من شركة طومسون للوسائط المتعددة وكانت تُعرف باسم مرافق تلفزيون كورثينيان. ومع ذلك، لاحظ كورثينيان سريعًا أن شركتهم ستجني أموالًا أكثر بكثير إذا اضطرت إلى الاهتمام بجميع متطلبات القناة، بما في ذلك مرحلة ما بعد الإنتاج والتشغيل، وليس فقط روابط الاستوديو المباشر. في سبتمبر 2000، أطلقت قناة ديزني في المملكة المتحدة ثلاث قنوات شقيقة إضافية على خدمة التلفزيون الرقمي عبر الأقمار الصناعية بي سكاي بي. كانت القنوات الثلاث الجديدة عبارة عن قناتين بلاي هاوس ديزني، والتي تبث 15 ساعة من محتوى ما قبل المدرسة التي تبث مدتها 5 ساعات والتي تحمل نفس الاسم. تون ديزني، والتي ركزت على الرسوم المتحركة ؛ وقناة ديزني +1، والتي كانت بمثابة التحول الزمني لقناة ديزني لمدة ساعة واحدة. حتى عامي 2002 و2003، على التوالي، لم تكن هذه الشبكات متاحة على NTL أو Telewest ،.
صرح بول روبنسون أيضًا أن الهيكل الجديد يساعد ديزني على معالجة مشكلة وجود "قنوات مختلفة في قناة واحدة". قناة تتكون من الرسوم المتحركة وبرامج ما قبل المدرسة والترفيه العائلي في جدول واحد تعني أن "شخص ما كان دائمًا منزعجًا". مع إطلاق هاتين القناتين المخصصتين، ومع شهرة القناة في العالم. قبل إطلاق قناة Toon Disney UK في سبتمبر 2000، صرح بول روبنسون أن ثلث وقت بث قناة ديزني فقط تم إنفاقه على الرسوم المتحركة. ومع ذلك، كان قرار إنشاء قناة كارتونية على مدار 24 ساعة قرارًا كان عدد المشتركين في قناة ديزني 4 ملايين، أي أكثر بمليون مشترك عما كان عليه في عام 1998. ومع ذلك، كان لدى منافسي قناة ديزني في المملكة المتحدة في ذلك الوقت، كرتون نتورك ونيكلوديون، حوالي 7 ملايين مشترك. ومع ذلك، كانت هذه القنوات في باقات الكابلات أو الأقمار الصناعية الأساسية، في حين كانت قناة متميزة.

### إغلاق القناة
في 3 يونيو 2020، أُعلن أن ديفيد ليفين، نائب رئيس ديزني لبرامج الأطفال للقنوات البريطانية والأوروبية والأفريقية، والمدير العام للقناة في المملكة المتحدة، سيترك الشركة في 30 يونيو 2020. في 25 يونيو 2020، أُعلن أن قناة ديزني في المملكة المتحدة ستترك برامجها لصالح ديزني+ . تم إغلاق قناة ديزني،، عند منتصف ليل في الأول من أكتوبر 2020 بتوقيت جرينتش. وقد حدث الإغلاق بعد 25 عامًا من إطلاق القناة عام 1995. ولكن، لا تزال قناة على اليوتيوب نشطة بعد الإغلاق.
تمت إزالة القنوات من فيرجن ميديا وسكاي يو كي، وتم نقل محتواها حصريًا إلى ديزني+. وكان البرنامج الأخير الذي سيتم بثه قبل إغلاق القناة هو فيلم 2019 أحفاد 3. ثم عرضت إعلانات وعبارة "أريد هذا" من منزل ريفن، متبوعة بهوية تم تجميدها لبضع ثوان ثم ظهرت بطاقة الاختبار الملونة التي تدل على أن القناة أغلقت .[بحاجة لمصدر أفضل]
في عام 2007، تم تغيير العلامة التجارية لقناة ديزني في المملكة المتحدة، مع الحفاظ على عصر الارتداد مع تحديث طفيف. ومع ذلك، كان العصر يسمى عصر "الشريط".
في سبتمبر 2011، تم تغيير العلامة التجارية لقناة ديزني في المملكة المتحدة باستخدام شعار العلامة التجارية للنسخة الأمريكية التي تتميز بنسخة تشبه الهاتف الذكي من شعار قناة ديزني.
خلال حقبة "شعار تطبيق الهاتف الذكي"، شركة Beautiful Creative أيضًا العلامة التجارية لأفضل 10 قنوات ديزني. يعرض العرض أفضل 10 عمليات عد تنازلي للحظات ديزني، مثل أفضل 10 أفلام ديزني.
خلال العقد الأخير لقناة ديزني في المملكة المتحدة، كان للعلامة التجارية أيضًا نهج موسمي أكثر، حيث قدمت العلامات التجارية لصيف 2012،  وModus Operandi (يتم اختصارها أيضًا باسم Modus) لـ حزمة العلامات التجارية الترويجية لصيف 2013.
في عام 2014، تم تغيير العلامة التجارية لقناة ديزني في المملكة المتحدة باستخدام حزمة العلامة التجارية التي صممتها BDA Creative. في صيف عام 2013، 
في فبراير 2017، قامت قناة ديزني في المملكة المتحدة بتغيير علامتها التجارية النهائية. على عكس حزم العلامات التجارية الأخرى (التي صممها آخرون)، تم تصميم حزمة إعادة العلامة التجارية داخليًا في Disney EMEA، بقيادة Paul Noddings (المعروف أيضًا باسم NoddyDog).
خلال صيف 2020، كان لقناة ديزني في المملكة المتحدة مظهرها الصيفي النهائي (أو تغيير علامتها التجارية الفرعية)؛ تم تطوير حزمة العلامة التجارية بواسطة Philip Knock و Jadane Carey في The Strand Creative Studio (الآن Level UK) في ديربي